# Rebecca Brüel
Rebecca Brüel (født 12. april 1952 i København, død 17. januar 2024) var en dansk komponist og sanger.
Rebecca Brüel startede ganske ung som stripper og go go-danser, hvorefter hun gik ind i musikbranchen og sang kor for bl.a. Savage Rose og Gasolin. I 1973 dannede hun sammen med tvillingesøsteren Sanne Brüel det politiske Aalborg-band Jomfru Ane Band. I 1982 indledte hun et kunstnerisk samarbejde med ægtemanden Troels Trier, som hun i de følgende år lavede flere shows og plader med.
I 2009 valgte Rebecca Brüel at trække sig fra scenen pga. problemer med ryggen.